# Béez
Pour les articles homonymes, voir Beez (homonymie).
Le Béez est une rivière des Pyrénées-Atlantiques, en France, et un affluent gauche du gave de Pau, entre l'Ouzoum et le Luz.

## Étymologie
Le nom du Béez, qui affiche un certain parallélisme avec ceux du Néez ou du Léez, est à rapprocher de celui de la Baïse.
Le Petit Béez est un affluent du Luz à Arros-de-Nay.

## Géographie
| \| Béez \| Localisation du Béez. |
| Béez                             |

Le Béez naît sur les pentes du col de la Portère (1 494 m) entre le pic de Merdanson (1 540 m) et de pic Durban (1 700 m). Il collecte des eaux au sud de Pé-de-Hourat sous le nom de Bazest ou Baset. Puis il s'écoule vers le nord-est pour confluer à Nay.

## Département et communes traversés
- Pyrénées-Atlantiques : Pé-de-Hourat, Capbis, Nay.

## Principaux affluents
Bazest / Baset
- (D) l'Izou, 2.4 km, du col d'Isou (847 m)
- (G) le Cau de Heus, 3.1 km, du col deus Coïgts

Béez
- (G) le Lestarrès / Lestarrezoû, 11,4 km, en provenance de Louvie-Juzon
  - (D) l'Escourreix
- (D) le Soulens, 3 km, en provenance du Sarramayou (491 m)
- (G) le Landistou, 12,5 km, en provenance de Sainte-Colome, Lys et Bruges.